# Fatoush

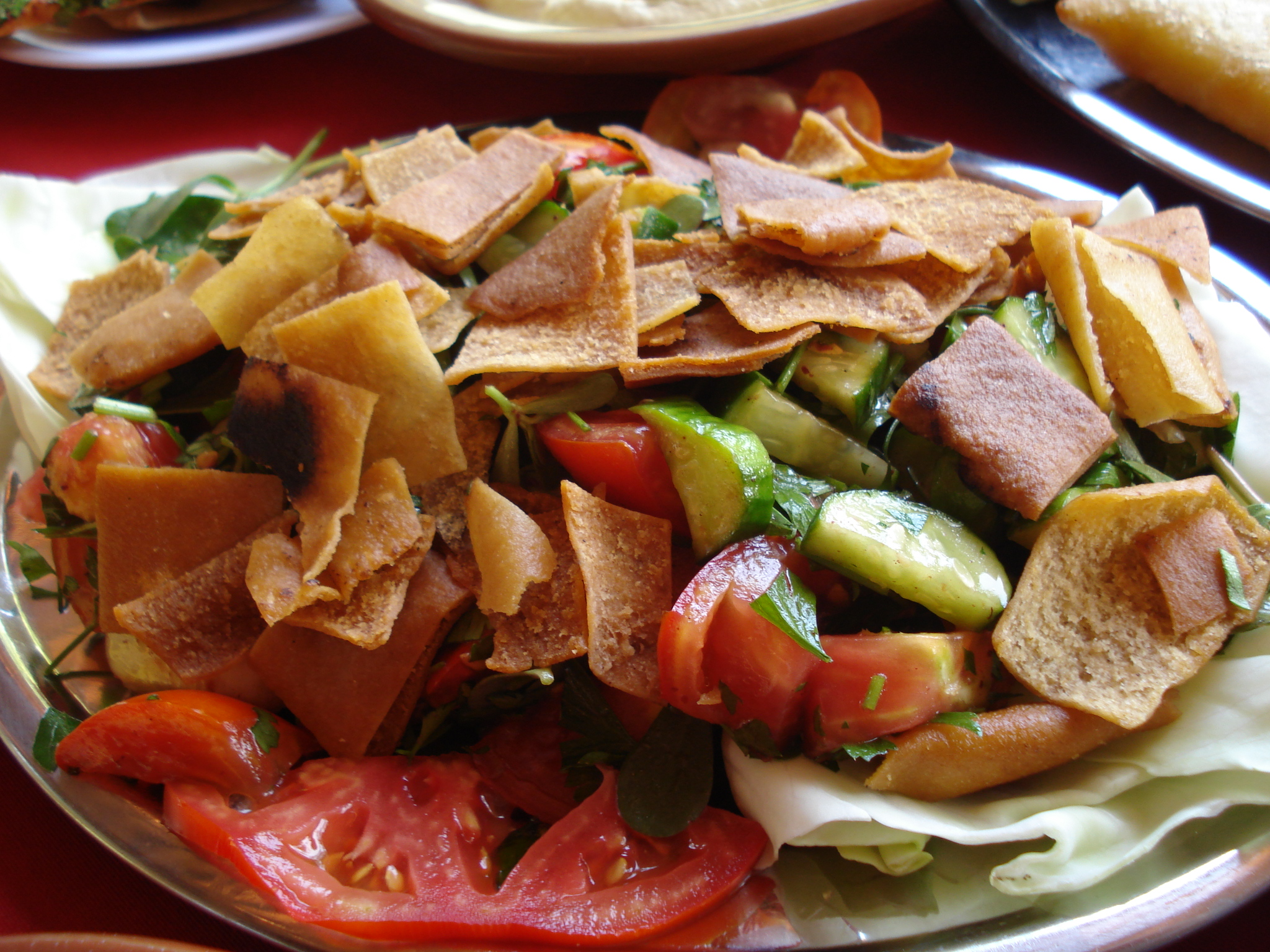
Fatoush

Fatoush är en libanesisk/palestinsk maträtt som består av en blandning av olika bladgrönsaker, grönsaker och rostat pitabröd. Fatoush är en variant av den levantiska maträtten fatta